# In Private
In Private ist ein Jazzalbum von Norman Simmons. Die im Juli 2001 in Japan und im Januar 2002 im Seltzer Sound Studio, New York City, entstandenen Aufnahmen erschienen am 17. August 2004 auf dem Label Savant. Es war die letzte Veröffentlichung des Pianisten unter eigenem Namen; Simmons starb im Mai 2021 im Alter von 91 Jahren.

## Hintergrund
Der Pianist Norman Simmons nahm das Material für sein letztes Album mit Lisle Atkinson (Bass) und Paul Humphrey (Schlagzeug) bei zwei Sessions in Japan 2001 und im Januar 2002 in New York auf. In gleicher Besetzung erschien im Sommer 2002 das Album Manha de Carnaval beim japanischen Label Sound Hills Records, das ausschließlich Aufnahmen aus dem Hotel Motherlake Akina im japanischen Siga vom 27. Juli 2001 dokumentierte.
Simmons interpretierte auf In Private neben Eigenkompositionen bekannte Standards wie „Stella by Starlight“, „My Melancholy Baby“, „It Could Happen to You“ und „Caravan“.

## Titelliste
- Norman Simmons: In Private (Savant SCD2056)[4]

1. Sushi Yama Blues 7:28
2. Stella by Starlight (Victor Young) 4:20
3. My Melancholy Baby (Ernie Burnett) 7:02
4. It Could Happen to You (Jimmy Van Heusen, Johnny Burke) 5:05
5. How Am I to Know (Billie Holiday) 6:32
6. Caravan (Juan Tizol, Duke Ellington) 7:45
7. Soft Wind 7:33
8. How Do You Keep the Music Playing 6:27
9. [Medley:] Manhã de Carnaval (Luiz Bonfá) / Recado Bossa Nova (Luiz Antonio, Djalma Ferreira) 7:49
10. Chopin Waltz 4:25

Sofern nicht anders vermerkt, stammen die Kompositionen von Norman Simmons.

## Rezeption
Nate Chinen hob in seinem Nachruf in WBGO auf den Pianisten unter den weniger als ein Dutzend Alben, die Simmons im Laufe seiner Karriere veröffentlicht habe, sein letztes als „ein raffiniertes und lockeres Trio-Album“ hervor.
Scott Yanow verlieh dem Album in Allmusic vier Sterne und schrieb, der erfahrene Pianist Norman Simmons spiele hier sehr schön, wobei der Schwerpunkt generell auf langsameren Tempi liege. Am exquisitesten seien drei unbegleitete Klaviersoli („It Could Happen to You“, „How Am I to Know“ and „Chopin Waltz“), die zeigen würden, wie vollkommen Simmons als Pianist war. Sein Zusammenspiel mit der Bassist Lisle Atkinson und dem Schlagzeuger Paul Humphrey bei den anderen Stücken sei hervorragend, und die langsamer als üblich vorgetragenen Interpretationen von „Stella By Starlight“ und „Caravan“ würden recht gut funktionieren, wobei das mittlere Tempo von „Soft Winds“ für Abwechslung sorge. Norman Simmons sei lang unterschätzt worden; In Private diene als hervorragende Einführung in seine Musik.